# Benjamin Darbelet
Benjamin Darbelet [Banžaman Darbelé], (* 13. listopadu 1980, Dijon, Francie) je reprezentant Francie v judu. Je majitelem stříbrné olympijské medaile.

## Sportovní kariéra
V reprezentaci plnohodnotně nahradil odcházejícího Larbi Ben-Budauda.
V roce 2004 si vybojoval nominaci na olympijské hry v Athénách. V prvních kole vyřadil nepříjemného Venezuelana takticky na body a ve druhém se střetnul s Jihokorejcem Čchojem. Jako v prvním kole to zkoušel takticky a byl krůček od výhry na hansoku-make. Čchoj však v posledních sekundách aktivní obranou nedal rozhodčímu záminku pro čtvrté napomenutí a zvítězil na wazari+juko (seoi-nage).
V roce 2008 byl nominován na své druhé olympijské hry v Pekingu. Prvním kole po třech minutách upáčil Marokánce a ve druhém kole svedl taktickou bitvu s Kanaďanem Mehmedovičem. Kanaďan se rovněž nevydal a divácky nezáživný zápas skončil výhrou Francouze na koku. Ve čtvrtfinále se utkal s Rusem Gadanovem a v polovině zápasu se ujal vedení na juko. Tento náskok se snažil dovést až do konce. Dostal postupně dvě napomínání a bylo vyrovnáno. V samém závěru se mu však podařilo Rusa podmést a vyhrál na ippon. V semifinále se utkal se Severokorejcem Pakem a zápas opanoval. Vyhrál po dvou kontrech na ippon-wazari. Ve finále se utkal s obhájcem titulu Japoncem Učišibou. Neuplynula ani minuta, když ho Japonec poslal na zem a po ne-waza mu nasadil držení. Získal stříbrnou medaili.
V dalších sezónách postupně přešel do mezi lehké váhy a pravidelně startoval na mistrovstvích světa. Na olympijské hry v Londýně se kvalifikoval podle žebříčku IJF, ale startovat mohl pouze jeden Francouz. Nominaci prohrál s mladším Legranem.
V roce 2013 byl stále aktivní, ale možnosti startu na velkém podniku se s velkou pravděpodobnosti kvůli svému věku a konkurenci nedočká.

## Výsledky
| Turnaj             | 1999 | 2000 | 2001 | 2002 | 2003 | 2004 | 2005 | 2006 | 2007 | 2008 | 2009 | 2010 | 2011 |
| ------------------ | ---- | ---- | ---- | ---- | ---- | ---- | ---- | ---- | ---- | ---- | ---- | ---- | ---- |
| Olympijské hry     | -    | dns  | -    | -    | -    | úč.  | -    | -    | -    | 2.   | -    | -    | -    |
| Mistrovství světa  | dns  | -    | dns  | -    | dns  | -    | úč.  | -    | úč.  | -    | úč.  | úč.  | úč.  |
| Mistrovství Evropy | dns  | dns  | dns  | dns  | 1.   | 3.   | 3.   | 2.   | 3.   | dns  | dns  | dns  | 5.   |
| ME juniorů         | 1.   | -    | -    | -    | -    | -    | -    | -    | -    | -    | -    | -    | -    |